# Chiemi Eri

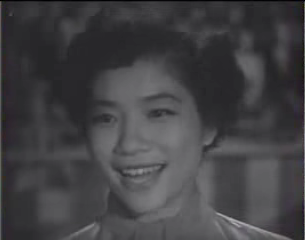
Chiemi Eri (1952)

Chiemi Eri (jap. 江利 チエミ, Eri Chiemi; * 11. Januar 1937 in Tokio (heute: Taitō), Präfektur Tokio; † 13. Februar 1982), bürgerlich: Chiemi Kubo (久保 智恵美, Kubo Chiemi), war eine japanische Sängerin und Schauspielerin.

## Karriere
Chiemi Eri begann ihre Gesangskarriere im Alter von 14 Jahren mit ihrer Version des bekannten Liedes Tennessee Waltz. Ihr Repertoire umfasste traditionelle japanische Lieder ebenso wie amerikanische Klassiker (Jambalaya, Come on-a My House). Ähnlich wie Eris Karriere als Schauspielerin verlief jene der japanischen Sängerin Hibari Misora. Gemeinsam mit ihr und Izumi Yukimura gründete Eri ein weithin bekanntes Gesangstrio. Die meisten der nun folgenden zahlreichen Konzerte wurden von Nobuo Haras Jazzband begleitet. Ihr bekanntes Album Sakaba nite (酒場にて) veröffentlichte sie im Jahr 1974.
Die talentierte Schauspielerin war Mitte des 20. Jahrhunderts eine der bekanntesten populären Sängerinnen Japans und trat von den frühen 1950er-Jahren bis knapp vor ihrem Tod auch in zahlreichen Fernsehshows auf. Die Sängerin und ihre Musik sind heute in Europa nahezu unbekannt und können bestenfalls über das Internet erforscht werden.

## Privatleben
1959 heiratete sie Ken Takakura. Die Ehe wurde 1971 wieder geschieden.
Chiemi Eri starb 1982 durch Ersticken an Erbrochenem.

## Filmografie (Auswahl)
Chiemi Eri spielte als Schauspielerin in 51 japanischen Filmen mit tragenden Rollen in den folgenden Werken:
- 1955: Janken musume (ジャンケン娘)
- 1956: Romansu musume (ロマンス娘)
- 1957: Jazu musume tanjō (ジャズ娘誕生)
- 1957: Ōatari sanshoku musume (大当り三色娘)
- 1971: Kigeki omedetai yatsu (喜劇おめでたい奴)